# Дхупия, Неха
Неха Дхупия (англ. Neha Dhupia; род. 27 августа 1980) — индийская актриса

 и модель. Снимается главным образом в фильмах на хинди, а также панджаби, телугу и малаялам. Она выиграла конкурс «Мисс Индия 2002» и в том же году вошла в десятку финалисток конкурса «Мисс Вселенная».

## Ранние годы жизни
Дхупия родилась 27 августа 1980 года в городе Кочин, Индия, в семье сикхов. Её отец, командующий Прадип Сингх Дхупия, служил в ВМС Индии, а мать, Мэнпиндер (Бабли Дхупия), является домохозяйкой. Она поступила в военно-морскую государственную школу в Кочине, затем перешла в военно-морскую детскую школу, Чанакьяпури в Нью-Дели. Позднее она с отличием окончила исторический факультет колледжа Иисуса и Марии в Нью-Дели.

## Карьера
Дхупия дебютировала как актриса в пьесе Graffiti в Нью-Дели. Затем она снялась в видеоклипе инди-поп группы Euphoria. Также она выступила моделью для нескольких рекламных кампаний. Позднее она снялась в сериале Rajdhani. В 2002 году она участвовала в конкурсе Femina Miss India, где была коронована как Мисс Индия 2002. Впоследствии она была отправлена в Пуэрто-Рико на конкурс Мисс Вселенная 2002, где вошла в десятку финалисток. После участия в конкурсе Дхупия намеревалась продолжить карьеру на дипломатической службе Индии, но вместо этого вернулась к актёрской деятельности.

### Роли в кинематографе
Её дебют в Болливуде пришёлся на картину 2003 года Qayamat: City Under Threat, которая имел довольно средние кассовые сборы. Актриса прославилась ролью в картине Julie. В 2005 году она появилась в фильме Sheesha в двойной роли сестёр-близнецов, но в прокате эта картина провалилась. Затем она снялась в таких фильмах, как Kyaa Kool Hai Hum в 2005 году и «Перестрелка в Локандвале» в 2007 году. Оба фильма имели хорошие кассовые сборы.
В последующие годы Дхупия сыграла второстепенные роли в нескольких фильмах, включая Chup Chup Ke (2006), Ek Chalis Ki Last Local (2007), Mithya (2008), Maharathi (2008), Singh Is Kinng (2008) и Dasvidaniya (2008). В 2011 году она сыграла Еву Браун в фильме Dear Friend Hitler о Махатме Ганди.

### Другие проекты
Дхупия принимала участие в показах таких дизайнеров, как Рохит Бал и D'damas. В 2016 году Дхупия создала свой проект и запустила болливудский подкаст под названием #NoFilterNeha в индийском музыкальном приложении Saavn, в котором она берёт интервью у знаменитостей Болливуда. Шоу получило положительные отзывы и собрало более 2,3 миллиона слушателей. В ноябре 2019 года Дхупия запустила четвёртый сезон подкаста и планирует превратить его в веб-сериал.

## Личная жизнь и работа
Дхупия участвовала в марафоне в поддержку Concern India Foundation в Мумбаи и помогла собрать более 5 лакхов. Она также помогла собрать деньги для жертв землетрясения в Сиккиме 2011 года. В 2012 году она выступала на женской премии GR8.
Она также принимала участие в премии Hiru Golden Film в 2014 году в Шри-Ланке в качестве специального гостя вместе с такими болливудскими актёрами, как Сунил Шетти, Вивек Оберой, Анил Капур и актрисой Бипаша Басу.
10 мая 2018 года она вышла замуж за актёра Ангада Беди. 18 ноября 2018 года родила дочь. После беременности некоторые СМИ высказали актрисе упрёки за прибавку в весе. 19 июля 2021 года супруги Беди объявили в Instagram, что ждут второго ребёнка. 3 октября 2021 года Неха родила сына.